# Kaskáik
A kaskáik (saját nyelvükön és perzsául قشقایی [qašqāyi]) egy Iránban élő, török nyelvű népcsoport, amely törzsszövetség (il) formájában létezett. Klánjai között voltak kurd, lur és arab származásúak is. Lélekszámuk 1997-es adatok szerint 1 500 000 fő volt, többségük Fársz tartományban, illetve Kohgiluje és Bujer Ahmad tartomány déli részén él Siráz, Firuzábád és Gacsszárán környékén. Vallásuk az Iránban többségi tizenkettes síita iszlám.

## Nevük eredete
A kaskái név eredete bizonytalan. Valószínű, hogy a török kaská szóból ered, ami csillagos homlokú lovat jelent. Más elképzelések szerint az elnevezés a kácsmak igéből származik, melynek jelentése menekülni.

## Nyelvük
A kaskái nyelv a török nyelvek délnyugati, oguz csoportjába tartozik, annak is a déli ágába. Közeli rokona az afsár, a szonkori és az ajnallu, amelyeket többnyire Iránban, illetve az afsárt részben Afganisztánban beszélik. Viszonylag közel áll a központi ághoz tartozó azerihez is. A kaskái nyelvet perzsa írással írják, szókincsére jelentősen hatott a perzsa és – jellemzően a vallási kifejezések terén – az arab.

## Történetük

### A kezdetek
Bár ők maguk azt vallják, hogy Timur Lenk oldalán érkeztek, a kaskáik oguz török ősei feltehetően már a 11. században, a Szeldzsuk-dinasztia által megindított nagy nyugati vándorlás idején érkeztek Iránba, ahol eleinte az északnyugati területeken és a mai Azerbajdzsánban élhettek. (Ősi központjuknak egyébként Ardabílt tekintik.) Hogy innen mikor és miért vándoroltak délre, Fársz tartomány északi részére, az nem ismert. Első említésük a térségből 1415-ből származik. Nagyobb jelentőségre csak a 18. század folyamán tettek szert. Két vezetőjük, Iszmáíl kán és Haszan kán részt vett Nádir perzsa sah (1730–1747) keleti hadjárataiban, de valamiért magukra haragították az afsárida önkényurat, aki előbbit megvakította, utóbbit pedig súlyosan megcsonkította, a kaskáikat pedig Horászán északi részére telepítette. Csak Karím zand kán engedélyezte számukra a visszatérést régi területeikre, valamikor 1751–1765 között, amikor még Iszfahánban uralkodott. A Karím halálát követő trónharcokban az immár Iszmáil fia, Dzsán Muhammad kán vezette kaskáik is részt vettek, akik az Aga Mohammad kán vezette kádzsárok hatalomátvétele elől a Zagrosz hegyeibe húzódtak (1794). Ekkoriban jelentősen megnőtt a befolyásuk és számuk, mert több kurd és lur csoport csatlakozott hozzájuk.

### A Kádzsár-kor

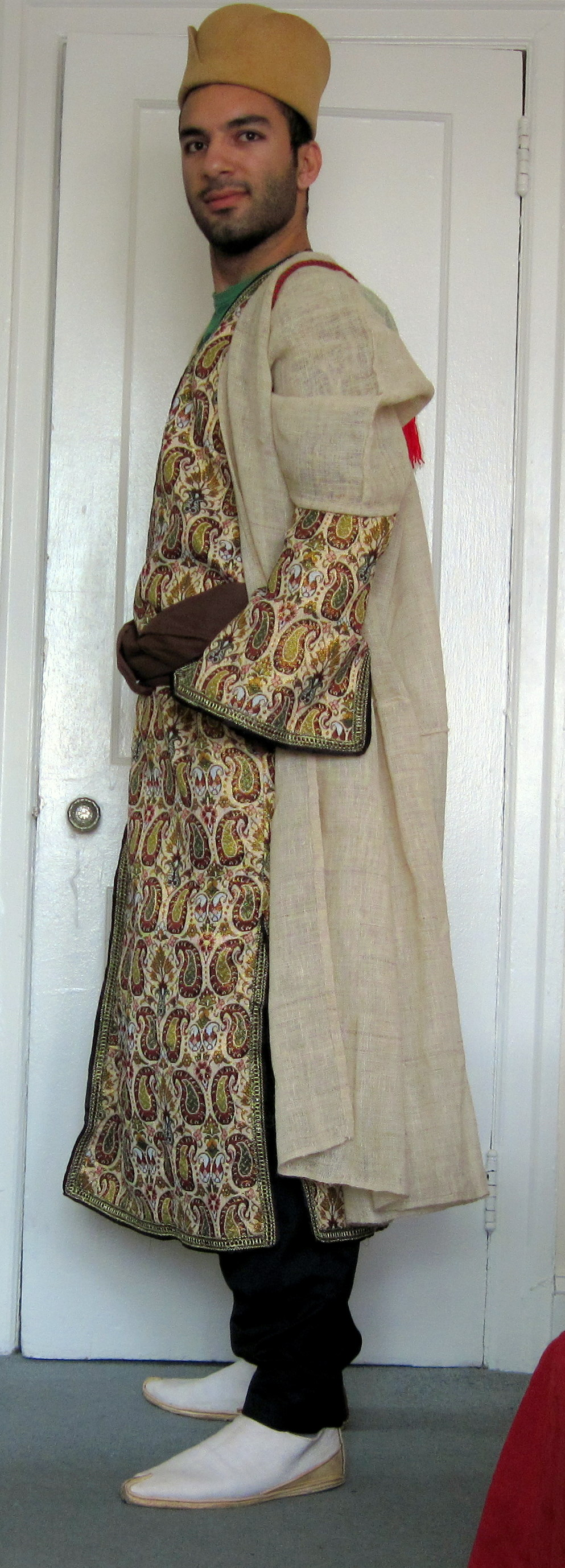
Hagyományos öltözéket viselő kaskái férfi

Az immár ilháni titulust viselő kaskái törzsfők a 19. század első harmadában jelentős tekintélyre tettek szert Fárszban – igaz, vezetőik 1836-tól kezdve a központi kormányzat túszaiként éltek Teheránban, illetve Sirázban, miközben Nászeroddin sah az ellensúlyozásukra egy másik szövetséget hozott létre hamsza (öt) néven a környékbeli népekből, szintén Siráz központtal. A század végére egy gyengekezű ilháni alatt az éhínségtől sújtott kaskái törzsszövetség a felbomlás szélére került, és ezrek hagyták el, a letelepedést vagy más szövetségeket választva. A hanyatlás az 1904-ben ilhánná váló Eszmáil kán Szoulatoddoule idején állt meg, aki Fársz nagy részét befolyása alá vonta, és aktív szereplője volt az 1906–1911 közti iráni alkotmányos forradalomnak – ahol a nagypolitika szempontjai helyett a hamsza szövetség elleni küzdelem határozta meg álláspontját. Végül a polgárháborús helyzettől megriadó britek kényszerítették visszavonulásra a kaskáikat. Szoulatoddoule az első világháborúba is bekapcsolódott: 1918 májusában a német Walther Wassmuss biztatására megtámadta a helyi brit erőket, amik azonban szétverték a számbeli fölényben lévő kaskáikat.

### Sikeres küzdelem az autonómiáért
Az 1925-ben trónt szerző Reza Pahlavi sah a központi kormányzat megerősítése érdekében parlamenti képviselővé nevezte ki Szoulatoddoulét és fiát, akiket rákényszerített, hogy segítsenek a kaskáik lefegyverzésében, majd börtönbe vetette őket. Ez az új adórendszerrel és a kormányzati brutalitással és korrupcióval párosulva széles körű lázadáshoz vezetett 1929-ben, aminek eredményeképpen néhány hónapos harc után megállapodtak a katonai kormányzók visszavonásáról, az általános amnesztiáról és az ilháni képviselői tisztségének visszaadásáról. A sah azonban csak ideiglenesen tett engedményeket, mert a kaskáik törzsi hatalmát is meg akarta semmisíteni. 1932-ben újra fellázadtak, mindhiába; vezetőjüket a következő évben börtönben ölték meg. Reza sah ezután megpróbálta letelepülésre kényszeríteni a nomád kaskáikat a hagyományos útvonalaik lezárásával, amivel csak azt érte el, hogy éhínségbe és nyomorba taszította a pásztornépet.
Reza Pahlavi lemondatásakor Szoulatoddoule fia, Nászer kán megszökött és magát nyilvánította ilhánivá. A második világháborúban németbarát politikát folytatott és számos német ügynököt fogadott környezetébe. Leverésükre a perzsa hadsereg indult meg 1943 tavaszán, de több megszégyenítő vereséget szenvedtek a kaskáiktól és Bujer Ahmad-i szövetségeseiktől. Végül Teherán úgy állapodott meg a kaskáikkal, hogy autonómiájuk helyreállításáért és fegyvereik megtartásáért cserébe helyőrségeket telepíthetett több településre. Végül elfogott rokonaiért cserébe Nászer kán kiadta a német ügynököket.
1946-ban ismét lázadás robbant ki a kaskáik vezetésével, amit ezúttal a teheráni kormányzat ösztönzött. Ahmad Kavám miniszterelnök ugyanis erős szovjet nyomásnak volt kitéve, és a kommunista Tude párt térnyerése ellen az antikommunista Nászer kánt kívánta felhasználni. Utóbbi más törzsi vezetőkkel és vallási tekintélyekkel szövetkezve megalapította a Szadun („Boldogok”) mozgalmat, amely Fársz üdvéért harcolt: több képviselői helyet, az adók nagyobb részének visszaforgatását és helyi tanácsok megalakítását követelte a kormány lemondása mellett. 1946 szeptemberében Huzesztántól Kermánig fellázadt a nomád lakosság, erre hivatkozva Kavám átalakította kormányát és teljesítette a Szadun követeléseit.
Az elkövetkező négy év a kaskáik virágkora volt: Nászer kán és három fivére (a Fárszban vele maradó Malek Manszur kán, illetve a szövetség érdekeit Teheránban képviselő Hoszrou és Mohammad Hoszajn kán) vezetésével a törzs szinte teljes autonómiát élvezett. 1953-ban azonban a négy fivér az amerikai segítséggel megbuktatott miniszterelnök, Mohammad Moszaddeg oldalára állt, ami 1954-ben száműzésükhöz és vagyonuk elkobzásához vezetett.

### A törzsszövetség vége
A kormányzat törekvése a nomadizmus felszámolására és ellenőrzésére sikerrel járt: 1954-től kezdve kaskáik ezrei költöztek nagyvárosokba, hogy az iparban helyezkedjenek el munkásként. Ez a törzsi kötelékek meggyengülésével és eltűnésével járt. 1963-ban Mohammad Reza sah kormányzata bejelentette a törzsek megszűnését és vezetőik előjogainak eltörlését. A magabiztos kormányzat még ahhoz is hozzájárult, hogy Malek Manszur és Mohammad Hoszajn visszatérjen Iránba. A sahot megbuktató 1979-es iráni forradalomban számos kaskái vett részt, a négy fivér pedig visszatért Fárszba, bár nem törekedtek saját maguk vagy törzsük régi pozíciójának visszaszerzésére.
Noha eleinte kiváló viszonyt ápoltak Ruholláh Homeinivel, Hoszrou kán 1980 júniusában történt letartóztatása szakításhoz vezetett az új rezsim és a kaskáik között. Firuzábád környékén Nászer és Hoszrou mintegy 600 harcossal két éven át ellenállt a Forradalmi Gárda támadásainak. Nászer kán fia halálát követően Irakba emigrált, Hoszrou pedig 1982 júliusában letette a fegyvert. Hoszrout október 8-án felakasztották Sirázban, Nászer kán pedig külföldön halt meg 1984 januárjában. A nomadizmus visszaszorulása folyamatosan zajlik a kaskáik körében.